# Jože Lenič
Jože Lenič, slovenski politik, poslanec, geograf in geolog, * 28. junij 1965.
S političnim delovanjem je začel v ZSMS Domžale. Leta 1990 je na listi ZSMS-LS uspešno kandidiral na volitvah za delegata v občinski skupščini. Po umiku iz politike je bil predsednik uprave Zavarovalnice Triglav in Abanke.

## Življenjepis
Leta 1992 je bil izvoljen v 1. državni zbor Republike Slovenije; v tem mandatu je bil član naslednjih delovnih teles:
- Komisija za evropske zadeve,
- Komisija po Zakonu o nezdružljivosti opravljanja javne funkcije s pridobitno dejavnostjo (do 21. decembra 1995),
- Odbor za infrastrukturo in okolje,
- Odbor za finance in kreditno-monetarno politiko,
- Odbor za mednarodne odnose in
- Preiskovalna komisija za parlamentarno preiskavo o sumu zlorabe javnih pooblastil v poslovanju podjetij HIT d.o.o., Nova Gorica, Elan, Slovenske železarne, banke, ki so v sanacijskem postopku, dodelite koncesij za uvoz sladkorja tudi za potrebe državnih rezerv.